# Soma Bringer
Soma Bringer (ソーマブリンガー, Sōma Buringā) é um jogo eletrônico de RPG de ação desenvolvido pela Monolith Soft e publicado pela Nintendo exclusivamente para o Nintendo DS. O jogador controla oito personagens principais enquanto explora calabouços e luta contra inimigos em combates em tempo real por espaços tridimensionais. A história se foca no continente de Barnea: Soma, o princípio de energia mágica, está sendo perturbada pela chegada de monstros chamados de Visitantes, fazendo o grupo militar Divisão Pharzuph 7 partir a fim de enfrentar os Visitantes e restaurar o equilíbrio da Soma.
Soma Bringer foi concebido pelo produtor Tetsuya Takahashi. O jogo foi originalmente pensado como um RPG eletrônico padrão, porém virou um RPG de ação devido restrições do Nintendo DS, com o objetivo sendo criar uma experiência multijogador interessante. O resultado foi uma jogabilidade que acabou desenvolvida antes do enredo, o contrário do que normalmente acontecia em títulos desenvolvidos pela Monolith Soft. Vários membros da equipe tinham anteriormente trabalhado em jogos da série Xeno, como o próprio Takahashi, a roteirista Kaori Tanaka e o compositor Yasunori Mitsuda.
O jogo foi anunciado pela primeira vez em outubro de 2007, tendo sido o primeiro projeto portátil desenvolvido inteiramente pela Monolith Soft sem auxilio externo, além do primeiro jogo do estúdio depois de ter sido comprado pela Nintendo. Soma Bringer estrou apenas no Japão em outubro de 2008 e jamais foi lançado em outras regiões, para a decepção de jornalistas ocidentais. O título foi bem recebido pela crítica japonesa e ocidental e teve um bom desempenho comercial, vendendo mais de cem mil cópias. Jornalistas ocidentais compararam o jogo positivamente com as séries Mana e Diablo.